# مانیتور کلاس نوشو
مانیتور کلاس نوشو (به انگلیسی: Neosho-class monitor) یک کلاس از کشتی است که طول آن ۱۸۰ فوت (۵۴٫۹ متر) می‌باشد.